# Aaron Dennis
Aaron Dennis (ur. 24 lutego 1993 roku) – piłkarz reprezentujący Wyspy Dziewicze Stanów Zjednoczonych. 

## Kariera klubowa
Aaron Dennis od początku swojej kariery reprezentował amerykańskie drużyny piłkarskie. Był członkiem drużyny uniwersyteckiej Villanova Wildcats. Pierwszy profesjonalny kontrakt podpisał w 2015 roku z Arizona United. Od 21 stycznia 2016 został zawodnikiem Miami FC, by w lutym 2018 roku przenieść się do Penn FC. 7 stycznia 2019 roku podpisał kontrakt z New York Cosmos, który reprezentuje do dzisiaj.

## Kariera reprezentacyjna
Aaron Dennis jest reprezentantem Wysp Dziewiczych Stanów Zjednoczonych. W kadrze zadebiutował 9 września 2018 roku przegranym 0:8 meczem z Kanadą. Na dzień 18.10.2020 zawodnik ma na swoim koncie 9 występów w narodowych barwach i 2 gole.

## Bramki w reprezentacji
| Nr | Data            | Obiekt     | Przeciwnik   | Bramka na | Rezultat | Zawody                          |
| -- | --------------- | ---------- | ------------ | --------- | -------- | ------------------------------- |
| 1. | 22 marca 2019   | The Valley | Anguilla     | 0–3       | 0–3      | Liga Narodów CONCACAF 2019/2020 |
| 2. | 8 września 2019 | The Valley | Saint-Martin | 0–1       | 1–2      | Liga Narodów CONCACAF 2019/2020 |